# Beutin
Beutin és un municipi francès situat al departament del Pas de Calais i a la regió dels Alts de França. L'any 2007 tenia 506 habitants.

## Demografia

### Població
El 2007 la població de fet de Beutin era de 506 persones. Hi havia 165 famílies de les quals 20 eren unipersonals (12 homes vivint sols i 8 dones vivint soles), 50 parelles sense fills, 91 parelles amb fills i 4 famílies monoparentals amb fills.
La població ha evolucionat segons el següent gràfic:
Habitants censats

### Habitatges
El 2007 hi havia 175 habitatges, 161 eren l'habitatge principal de la família, 8 eren segones residències i 5 estaven desocupats. 170 eren cases i 2 eren apartaments. Dels 161 habitatges principals, 122 estaven ocupats pels seus propietaris i 39 estaven llogats i ocupats pels llogaters; 1 tenia una cambra, 7 en tenien dues, 23 en tenien tres, 50 en tenien quatre i 81 en tenien cinc o més. 50 habitatges disposaven pel capbaix d'una plaça de pàrquing. A 60 habitatges hi havia un automòbil i a 92 n'hi havia dos o més.

### Piràmide de població
La piràmide de població per edats i sexe el 2009 era:
| Homes | Edats   | Dones |
| ----- | ------- | ----- |
| 0     | 95 o +  | 4     |
| 0     | 90 a 94 | 0     |
| 0     | 85 a 89 | 0     |
| 0     | 80 a 84 | 4     |
| 4     | 75 a 79 | 0     |
| 4     | 70 a 74 | 8     |
| 0     | 65 a 69 | 4     |
| 8     | 60 a 64 | 4     |
| 12    | 55 a 59 | 8     |
| 8     | 50 a 54 | 12    |
| 16    | 45 a 49 | 8     |
| 20    | 40 a 44 | 12    |
| 16    | 35 a 39 | 24    |
| 24    | 30 a 34 | 12    |
| 4     | 25 a 29 | 16    |
| 16    | 20 a 24 | 12    |
| 20    | 15 a 19 | 8     |
| 32    | 10 a 14 | 24    |
| 8     | 5 a 9   | 28    |
| 16    | 0 a 4   | 16    |

## Economia
El 2007 la població en edat de treballar era de 327 persones, 229 eren actives i 98 eren inactives. De les 229 persones actives 196 estaven ocupades (116 homes i 80 dones) i 35 estaven aturades (17 homes i 18 dones). De les 98 persones inactives 18 estaven jubilades, 42 estaven estudiant i 38 estaven classificades com a «altres inactius».

### Ingressos
El 2009 a Beutin hi havia 167 unitats fiscals que integraven 502 persones, la mediana anual d'ingressos fiscals per persona era de 15.920 €.

### Activitats econòmiques
Dels 13 establiments que hi havia el 2007, 1 era d'una empresa extractiva, 1 d'una empresa de fabricació d'altres productes industrials, 4 d'empreses de construcció, 1 d'una empresa de comerç i reparació d'automòbils, 2 d'empreses de transport, 2 d'empreses d'hostatgeria i restauració, 1 d'una empresa de serveis i 1 d'una entitat de l'administració pública.
Dels 4 establiments de servei als particulars que hi havia el 2009, 1 era una oficina de correu, 1 paleta, 1 guixaire pintor i 1 empresa de construcció.
L'any 2000 a Beutin hi havia 3 explotacions agrícoles que ocupaven un total de 225 hectàrees.

## Equipaments sanitaris i escolars
El 2009 hi havia una escola elemental integrada dins d'un grup escolar amb les comunes properes formant una escola dispersa.

## Poblacions més properes
El següent diagrama mostra les poblacions més properes.